# Live at the Blue Whale
Live at the Blue Whale ist ein Musikalbum von Bobby Bradford, Hafez Modirzadeh mit Roberto Miranda und Vijay Anderson. Die am 15. Januar 2017 im Veranstaltungsort Blue Whale, Los Angeles, entstandenen Aufnahmen erschienen am 10. November 2018 auf NoBusiness Records.

## Hintergrund
Der Kornettist Bobby Bradford (der u. a. mit Ornette Coleman, Eric Dolphy und John Carter gearbeitet hat) gilt als eine zentrale Figur der freien Jazzrichtungen an der US-Westküste. Seit 2016 leitet Bradford gemeinsam mit dem Holzbläser und Musikwissenschaftler Hafez Modirzadeh ein Quartett mit einer Rhythmusgruppe aus Bass und Schlagzeug, der in diesem Fall Roberto Miguel Miranda und Vijay Anderson angehören gehören.
Live at the Blue Whale ist bereits das dritte Album des Quartetts unter der Leitung von Bobby Bradford und Hafez Modirzadeh. Jedes Mal wurden sie von einer anderen Rhythmusgruppe begleitet: von Ken Filiano und Royal Hartigan bei Live at the Magic Triangle (NoBusiness, 2017) und von Mark Dresser und Alex Cline bei Live at the Open Gate (NoBusiness, 2016).

## Titelliste
- Bobby Bradford, Hafez Modirzadeh mit Roberto Miranda, Vijay Anderson: Live at the Blue Whale (NoBusiness Records NBLP 119)[2]

1. Raphael (Miranda) 12:19
2. Free the Idea (Modirzadeh) 6:50
3. One Bar Lowe (Modirzadeh) 2:47
4. Almost Not Crazy (Anderson) 11:32
5. Crooked Blues (Bradford) 8:04

## Rezeption
Wie erwartet ermögliche Bradfords meisterhafte Nutzung des musikalischen Raum dem Zuhörer, sich in seine prägnanten und lyrischen Aussagen hineinzuversetzen, während das Quartett in variable Bop-Tempi aufbrechen würde, schrieb Glenn Astarita in All About Jazz. Darüber hinaus seien Modirzadehs fließende und inspirierende Chorusse gelegentlich mit experimentellen Ausbrüchen gefärbt. Hierbei würden die Solisten oft konkrete Themen und harmonische Inhalte in improvisatorischen Foren erweitern, verengen und überarbeiten. Dies sei ein Quartett, das auf einer höheren Ebene agiere, mit raffinierten Interaktionen und einladenden Songformen, während es einen Spaßfaktor erzeugt, der bei den meisten Jazz-Liebhabern, die Jazz unvoreingenommen hören, einen Funken entzünden sollte. Tatsächlich würde es so klingen, als sei das Publikum auf seine Kosten gekommen.
Das Zusammenspiel der Bläser bleibt eines der stärksten Merkmale der Band, meint John Sharpe (All About Jazz). Das würde jedoch verschiedene Formen annehmen. In Mirandas „Raphael“ erscheine es als improvisierter Dialog nach dem reich lyrischen Streichintro des Bassisten. Der Clou dabei sei, dass Modirzadeh zwischen drei Instrumenten wechsle: der Karna, einem Hybridhorn aus Holz und Messing, auf dem er einen atmosphärischen Klang aus dem Nahen Osten blase, der an einen Muezzin-Gebetsruf erinnere; seinem Sopransaxophon, auf dem er sich in einen dialogischen Austausch mit Bradfords vom Texas Blues beeinflusstem Kornett begebe; und schließlich dem Khaen, einer Art asiatischer Mundorgel, die er als erweiterte Klangfarbe verwende. Mit anderen Stücken wie Modirzadehs „Free the Idea (Variations on an Ornette Coleman Theme)“ und Bradfords abschließendes „Crooked Blues“ ist dies eines der melodischsten und zeitorientiertesten ihrer bisherigen Alben sei. Für Uneingeweihte könnte es ein guter Einstieg sein.
In der Musik dieses Quartetts würden wir die Erkennungsmerkmale eines guten Teils dessen erfassen können, was den Jazz (zumindest eines wichtigen Teils davon) im letzten halben Jahrhundert zum Atmen gebracht habe, schrieb Alberto Bazzurro (All About Jazz), einem Jahrhundert, bestimmt durch Freiheit und Rückzug, in einem Klima, das die [Elemente der] Feierlichkeit und zuweilen auch einer rituellen Handlung aufweise, was für eine in der Geschichte verankerten Kunstform typisch sei. In dieser Hinsicht sei dies sicherlich ein sehr informatives Album.